# Saint-Vallier (Charente)
Pour les articles homonymes, voir Saint-Vallier.
Saint-Vallier est une commune du Sud-Ouest de la France, située dans le département de la Charente (région Nouvelle-Aquitaine).

## Géographie

### Localisation et accès
Saint-Vallier est une commune du Sud Charente limitrophe de la Charente-Maritime, située à 4 km au sud de Brossac et 43 km au sud d'Angoulême. Elle est entièrement située dans la forêt de la Double saintongeaise, appelée aussi forêt de Chaux dans la partie charentaise.
Le bourg de Saint-Vallier se trouve aussi à 8 km à l'ouest de Chalais, 13 km au nord-est de Montguyon, 21 km au sud-est de Barbezieux, 49 km de Cognac et 65 km de Bordeaux.
La commune est assez étendue. La D 7 la traverse dans toute sa longueur du sud-ouest au nord-est. Cette petite départementale qui mène à Brossac passe ensuite à Blanzac, Roullet-Saint-Estèphe et finit à Hiersac. Au sud-ouest, cette route permet d'atteindre Montguyon. Saint-Vallier est aussi relié à Bardenac par la D 89. La D 731, route de Chalais à Barbezieux, passe au nord-est de la commune à 3,5 km du bourg.
La gare la plus proche est celle de Chalais, desservie par des TER à destination d'Angoulême et de Bordeaux.

### Hameaux et lieux-dits
L'habitat est dispersé, et le bourg n'est pas plus gros que les nombreux hameaux, comme Chez Périou, le Peyrat, Chez Gruet, Vinsac, etc.

### Communes limitrophes
|                                        | Brossac       | Bardenac |
| Guizengeard                            | Saint-Vallier | Yviers   |
| Boresse-et-Martron (Charente-Maritime) | Sauvignac     |          |

### Géologie et relief
La totalité de la commune est occupée par un terrain composé de sable kaolinique, d'argiles et de galets, dépôt datant du Tertiaire,,.
Bien que la commune ne soit pas très haute en altitude (environ 110 m), le terrain est assez vallonné. Son point culminant est à une altitude de 158 m, situé sur la limite nord-est, non loin de Bardenac. Le point le plus bas est à 53 m, à l'extrémité sud de la commune le long du Palais. Le bourg, construit sur une avancée entre deux vallées, est à 120 m d'altitude.

### Hydrographie

#### Réseau hydrographique

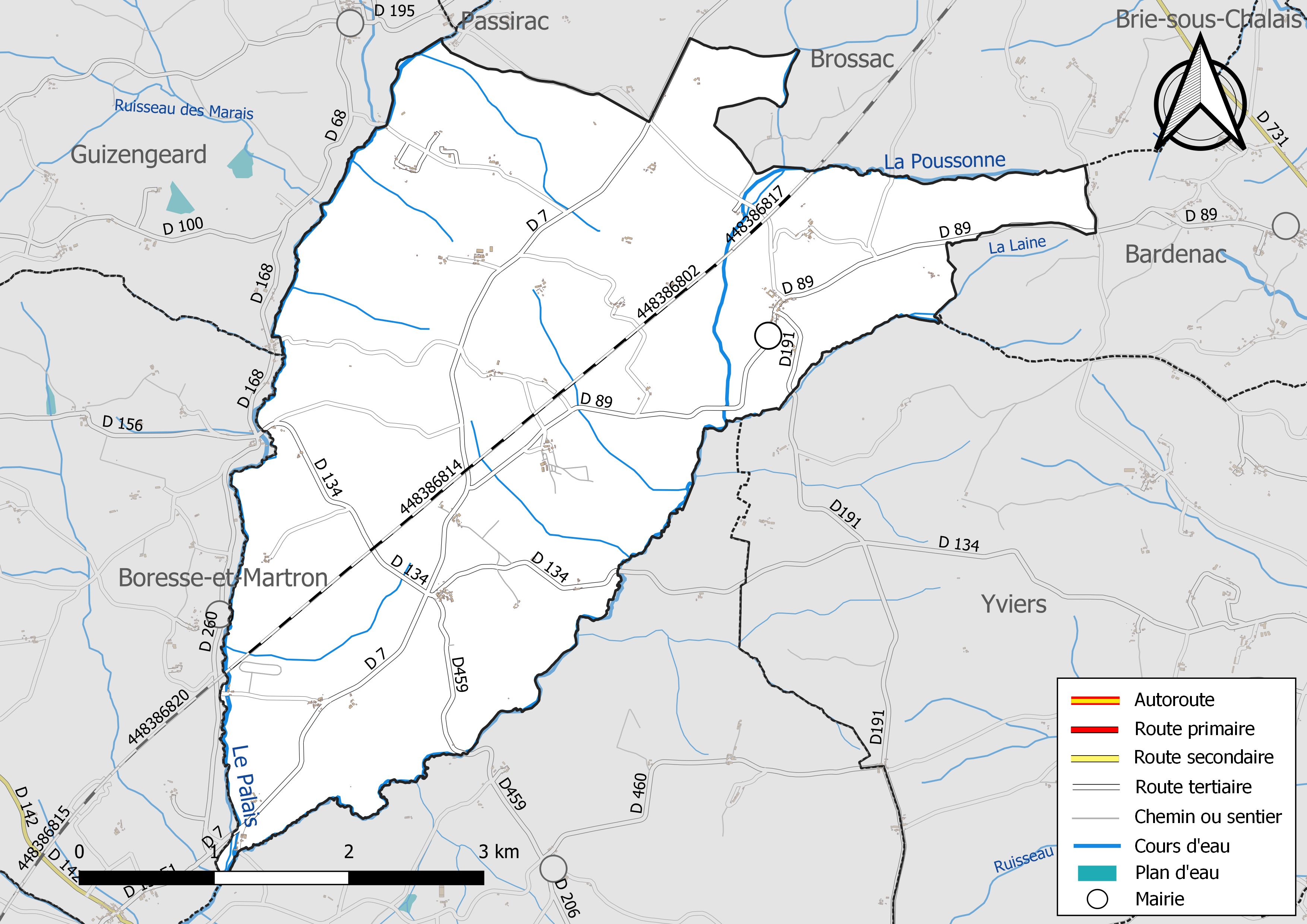
Réseaux hydrographique et routier de Saint-Vallier.

La commune est située dans le bassin de la Dordogne au sein du Bassin Adour-Garonne. Elle est drainée par le Palais, la Poussonne, la Laine et par divers petits cours d'eau, qui constituent un réseau hydrographique de 20 km de longueur totale,.
Le Palais, affluent du Lary et sous-affluent de l'Isle et qui prend sa source à Brossac, fait la limite communale avec Guizengard puis départementale avec la Charente-Maritime à l'ouest de la commune.
La Poussonne, petit affluent du Palais, prend sa source dans la commune, passe à l'ouest du bourg puis fait la limite au sud avec Sauvignac. Le ruisseau des Lorettes au nord de la commune et le ruisseau de la Laine qui passe à l'est du bourg sont de petits affluents de la Poussonne sur sa rive gauche, et servent aussi de limites communales.
Comme toute cette région de la Double au sol argileux, on trouve aussi de nombreux petits étangs.

#### Gestion des eaux
Le territoire communal est couvert par le schéma d'aménagement et de gestion des eaux (SAGE) « Isle - Dronne ». Ce document de planification, dont le territoire regroupe les bassins versants de l'Isle et de la Dronne, d'une superficie de 7 500 km2, a été approuvé le 2 août 2021. La structure porteuse de l'élaboration et de la mise en œuvre est l'établissement public territorial de bassin de la Dordogne (EPIDOR). Il définit sur son territoire les objectifs généraux d’utilisation, de mise en valeur et de protection quantitative et qualitative des ressources en eau superficielle et souterraine, en respect des objectifs de qualité définis dans le troisième SDAGE  du Bassin Adour-Garonne qui couvre la période 2022-2027, approuvé le 10 mars 2022.

### Climat
Comme dans les trois quarts sud et ouest du département, le climat est océanique aquitain.

### Végétation
Ces sols peu fertiles ou landes sont souvent boisés en pins maritimes, châtaigniers, chênes (rouvres, pédonculés, tauzins), et bruyère et constituent la Double saintongeaise, appelée forêt de Chaux ou Petit Angoumois dans la partie charentaise, qui couvre une grande partie des cantons de Brossac et Baignes.
Toutefois, la commune a de grandes clairières dans la forêt, et on y cultive beaucoup la vigne, surtout en direction de Brossac.

## Urbanisme

### Typologie
Au 1er janvier 2024, Saint-Vallier est catégorisée commune rurale à habitat très dispersé, selon la nouvelle grille communale de densité à 7 niveaux définie par l'Insee en 2022.
Elle est située hors unité urbaine et hors attraction des villes,.

### Occupation des sols
L'occupation des sols de la commune, telle qu'elle ressort de la base de données européenne d’occupation biophysique des sols Corine Land Cover (CLC), est marquée par l'importance des forêts et milieux semi-naturels (55,4 % en 2018), une proportion sensiblement équivalente à celle de 1990 (55 %). La répartition détaillée en 2018 est la suivante : 
forêts (52,1 %), zones agricoles hétérogènes (38,7 %), terres arables (3,9 %), milieux à végétation arbustive et/ou herbacée (3,3 %), zones industrielles ou commerciales et réseaux de communication (1,8 %), prairies (0,2 %). L'évolution de l’occupation des sols de la commune et de ses infrastructures peut être observée sur les différentes représentations cartographiques du territoire : la carte de Cassini (XVIIIe siècle), la carte d'état-major (1820-1866) et les cartes ou photos aériennes de l'IGN pour la période actuelle (1950 à aujourd'hui).

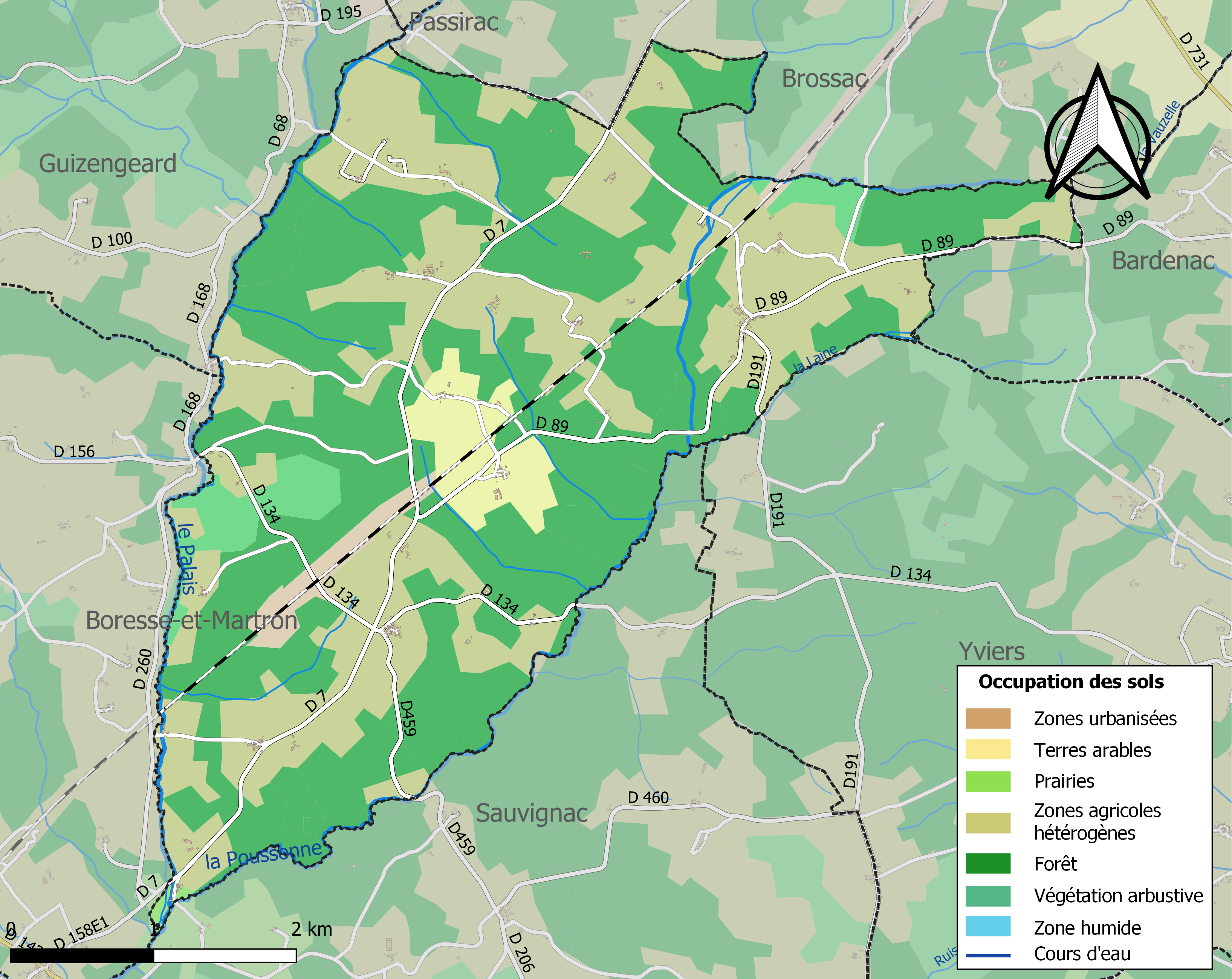
Carte des infrastructures et de l'occupation des sols de la commune en 2018 (CLC).

### Risques majeurs
Le territoire de la commune de Saint-Vallier est vulnérable à différents aléas naturels : météorologiques (tempête, orage, neige, grand froid, canicule ou sécheresse), feux de forêts, mouvements de terrains et séisme (sismicité faible). Un site publié par le BRGM permet d'évaluer simplement et rapidement les risques d'un bien localisé soit par son adresse soit par le numéro de sa parcelle.
Saint-Vallier est exposée au risque de feu de forêt. Un plan départemental de protection des forêts contre les incendies (PDPFCI) a été élaboré pour la période 2017-2026, faisant suite à un plan 2007-2016. Les mesures individuelles de prévention contre les incendies sont précisées par divers arrêtés préfectoraux et s’appliquent dans les zones exposées aux incendies de forêt et à moins de 200 mètres de celles-ci. L’arrêté du 3 mai 2016 règlemente l'emploi du feu en interdisant notamment d’apporter du feu, de fumer et de jeter des mégots de cigarette dans les espaces sensibles et sur les voies qui les traversent sous peine de sanctions. L'arrêté du 27 décembre 2019 rend le débroussaillement obligatoire, incombant au propriétaire ou ayant droit,,,.

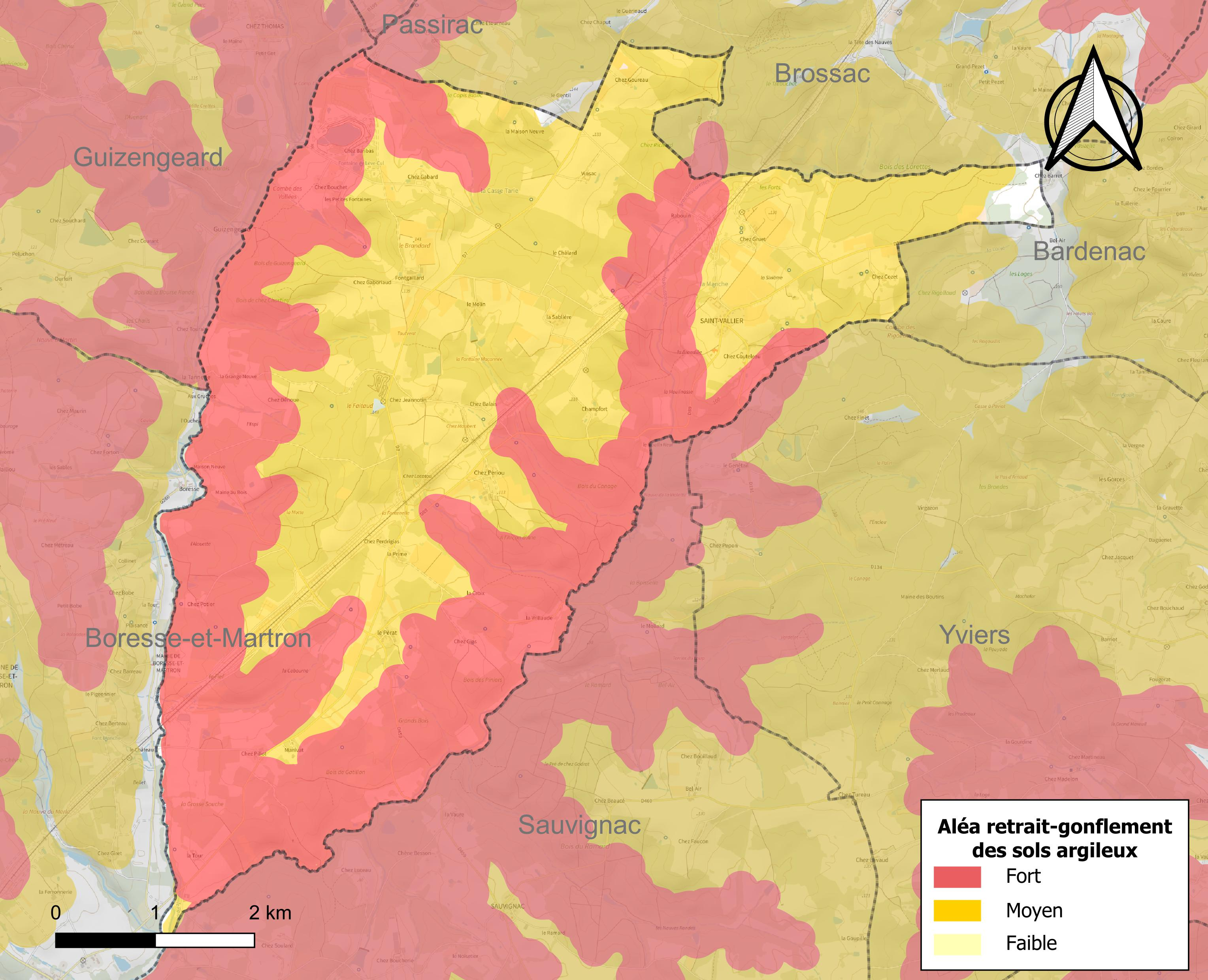
Carte des zones d'aléa retrait-gonflement des sols argileux de Saint-Vallier.

Les mouvements de terrains susceptibles de se produire sur la commune sont des affaissements et effondrements liés aux cavités souterraines (hors mines). Par ailleurs, afin de mieux appréhender le risque d’affaissement de terrain, l'inventaire national des cavités souterraines permet de localiser celles situées sur la commune.
Le retrait-gonflement des sols argileux est susceptible d'engendrer des dommages importants aux bâtiments en cas d’alternance de périodes de sécheresse et de pluie. 98,8 % de la superficie communale est en aléa moyen ou fort (67,4 % au niveau départemental et 48,5 % au niveau national). Sur les 99 bâtiments dénombrés sur la commune en 2019,  99 sont en aléa moyen ou fort, soit 100 %, à comparer aux 81 % au niveau départemental et 54 % au niveau national. Une cartographie de l'exposition du territoire national au retrait gonflement des sols argileux est disponible sur le site du BRGM,.
Par ailleurs, afin de mieux appréhender le risque d’affaissement de terrain, l'inventaire national des cavités souterraines permet de localiser celles situées sur la commune.
La commune a été reconnue en état de catastrophe naturelle au titre des dommages causés par les inondations et coulées de boue survenues en 1982 et 1999. Concernant les mouvements de terrains, la commune a été reconnue en état de catastrophe naturelle au titre des dommages causés par la sécheresse en 2003 et par des mouvements de terrain en 1999.

## Toponymie
Le nom est attesté sous la forme ancienne latine Sanctus Valerius en 1302.
Valère est le nom de plusieurs saints, mais le nom de Saint-Vallier en Charente proviendrait de Valère, évêque du Couserans, mort martyr en 504,.
Pendant la Révolution, Saint-Vallier s'est appelé Les Landes.

## Histoire
L'église était au Moyen Âge le siège commun d'une vicairie perpétuelle et d'un prieuré dédié à saint Gilles. Lorsque ce dernier a disparu, l'église en a conservé le vocable.
La seigneurie de Saint-Vallier était formée à 60 % du démembrement de la châtellenie ou motte féodale de Coyron, paroisse de Bardenac. Elle comprenait aussi les paroisses de Sainte-Souline, Saint-Cyprien et Châtignac, toutes en Saintonge dont le territoire comprenait alors Barbezieux, Brossac et Chalais.
Aux XVIIe et XVIIIe siècles, la famille du Verdier étaient les seigneurs de Saint-Vallier, et ils habitaient leur château au nord de l'église. En 1767, la terre de Saint-Vallier passa par mariage à Jacques de Restier, seigneur de Durfort.
La paroisse de Saint-Vallier comprenait aussi quelques autres domaines, moins importants. Le domaine de Vinsac existait dès 1090 et a appartenu à l'abbaye de Baignes jusqu'après la guerre de Cent Ans. Le domaine de Chalard, dont le nom désigne peut-être un lieu fortifié (le Châtelard), était la propriété des familles de Nouveau, puis Gandaubert. Enfin le domaine de la Prime, autrefois Jarousseau, était possédé au début du XVIIe siècle par Pierre Verrier, dit La Prime. En un siècle, il passa aux mains des Brémond d'Ars, seigneurs d'Orlac, puis des Feuilleteau, de Montils, et enfin, en 1696, à François Ribéreau, greffier de la paroisse, qui le transmit à ses descendants jusqu'au XXe siècle. Son petit-fils, François Ribéreau, fut le premier maire de Saint-Vallier et le premier juge de paix de Brossac. La mairie restera dans la famille, car une petite-fille se maria à Augustin Vigen qui reprit la propriété de la Prime et le fauteuil de maire, ainsi que nombreux de leurs descendants depuis 1808.
De 1816 à 1823, la paroisse de Saint-Vallier fut successivement desservie par trois prêtres espagnols, qui avaient quitté leur pays où ils avaient été compromis comme partisans du roi Joseph Bonaparte, frère de Napoléon.

## Administration
| Période                                  | Période  | Identité        | Étiquette | Qualité     |
| ---------------------------------------- | -------- | --------------- | --------- | ----------- |
| Les données manquantes sont à compléter. |          |                 |           |             |
| depuis 2001                              | En cours | Patrick Favreau | DLF       | Agriculteur |

## Démographie

### Évolution démographique
L'évolution du nombre d'habitants est connue à travers les recensements de la population effectués dans la commune depuis 1793. Pour les communes de moins de 10 000 habitants, une enquête de recensement portant sur toute la population est réalisée tous les cinq ans, les populations de référence des années intermédiaires étant quant à elles estimées par interpolation ou extrapolation. Pour la commune, le premier recensement exhaustif entrant dans le cadre du nouveau dispositif a été réalisé en 2008.

En 2022, la commune comptait 138 habitants, en évolution de +0,73 % par rapport à 2016 (Charente : −0,48 %, France hors Mayotte : +2,11 %).
| 1793 | 1800 | 1806 | 1821 | 1831 | 1841 | 1846 | 1851 | 1856 |
| ---- | ---- | ---- | ---- | ---- | ---- | ---- | ---- | ---- |
| 465  | 461  | 345  | 611  | 562  | 586  | 586  | 586  | 574  |

| 1861 | 1866 | 1872 | 1876 | 1881 | 1886 | 1891 | 1896 | 1901 |
| ---- | ---- | ---- | ---- | ---- | ---- | ---- | ---- | ---- |
| 536  | 552  | 540  | 517  | 536  | 520  | 468  | 481  | 431  |

| 1906 | 1911 | 1921 | 1926 | 1931 | 1936 | 1946 | 1954 | 1962 |
| ---- | ---- | ---- | ---- | ---- | ---- | ---- | ---- | ---- |
| 425  | 426  | 392  | 368  | 358  | 357  | 326  | 322  | 300  |

| 1968 | 1975 | 1982 | 1990 | 1999 | 2006 | 2008 | 2013 | 2018 |
| ---- | ---- | ---- | ---- | ---- | ---- | ---- | ---- | ---- |
| 240  | 212  | 198  | 182  | 167  | 153  | 150  | 143  | 135  |

| 2022 | - | - | - | - | - | - | - | - |
| ---- | - | - | - | - | - | - | - | - |
| 138  | - | - | - | - | - | - | - | - |

D’après le recensement Insee de 2007, Saint-Vallier compte 152 habitants (soit une diminution de 9 % par rapport à 1999).

### Pyramide des âges
La population de la commune est relativement âgée.
En 2018, le taux de personnes d'un âge inférieur à 30 ans s'élève à 25,1 %, soit en dessous de la moyenne départementale (30,2 %). À l'inverse, le taux de personnes d'âge supérieur à 60 ans est de 31,9 % la même année, alors qu'il est de 32,3 % au niveau départemental.
En 2018, la commune comptait 68 hommes pour 67 femmes, soit un taux de 50,37 % d'hommes, légèrement supérieur au taux départemental (48,41 %).
Les pyramides des âges de la commune et du département s'établissent comme suit.
| Hommes | Classe d’âge | Femmes |
| ------ | ------------ | ------ |
| 5,9    | 90 ou +      | 1,5    |
| 8,8    | 75-89 ans    | 7,5    |
| 22,1   | 60-74 ans    | 17,9   |
| 25,0   | 45-59 ans    | 25,4   |
| 16,2   | 30-44 ans    | 19,4   |
| 10,3   | 15-29 ans    | 6,0    |
| 11,8   | 0-14 ans     | 22,4   |

| Hommes | Classe d’âge | Femmes |
| ------ | ------------ | ------ |
| 1      | 90 ou +      | 2,7    |
| 9,2    | 75-89 ans    | 12     |
| 20,6   | 60-74 ans    | 21,3   |
| 20,7   | 45-59 ans    | 20,3   |
| 16,8   | 30-44 ans    | 16     |
| 15,6   | 15-29 ans    | 13,4   |
| 16,1   | 0-14 ans     | 14,3   |

## Économie

### Agriculture
Forêt de pins maritimes (Double saintongeaise) et élevage.
La viticulture occupe une petite partie de l'activité agricole. La commune est située dans les Bons Bois, dans la zone d'appellation d'origine contrôlée du cognac.

## Lieux et monuments

### Patrimoine religieux

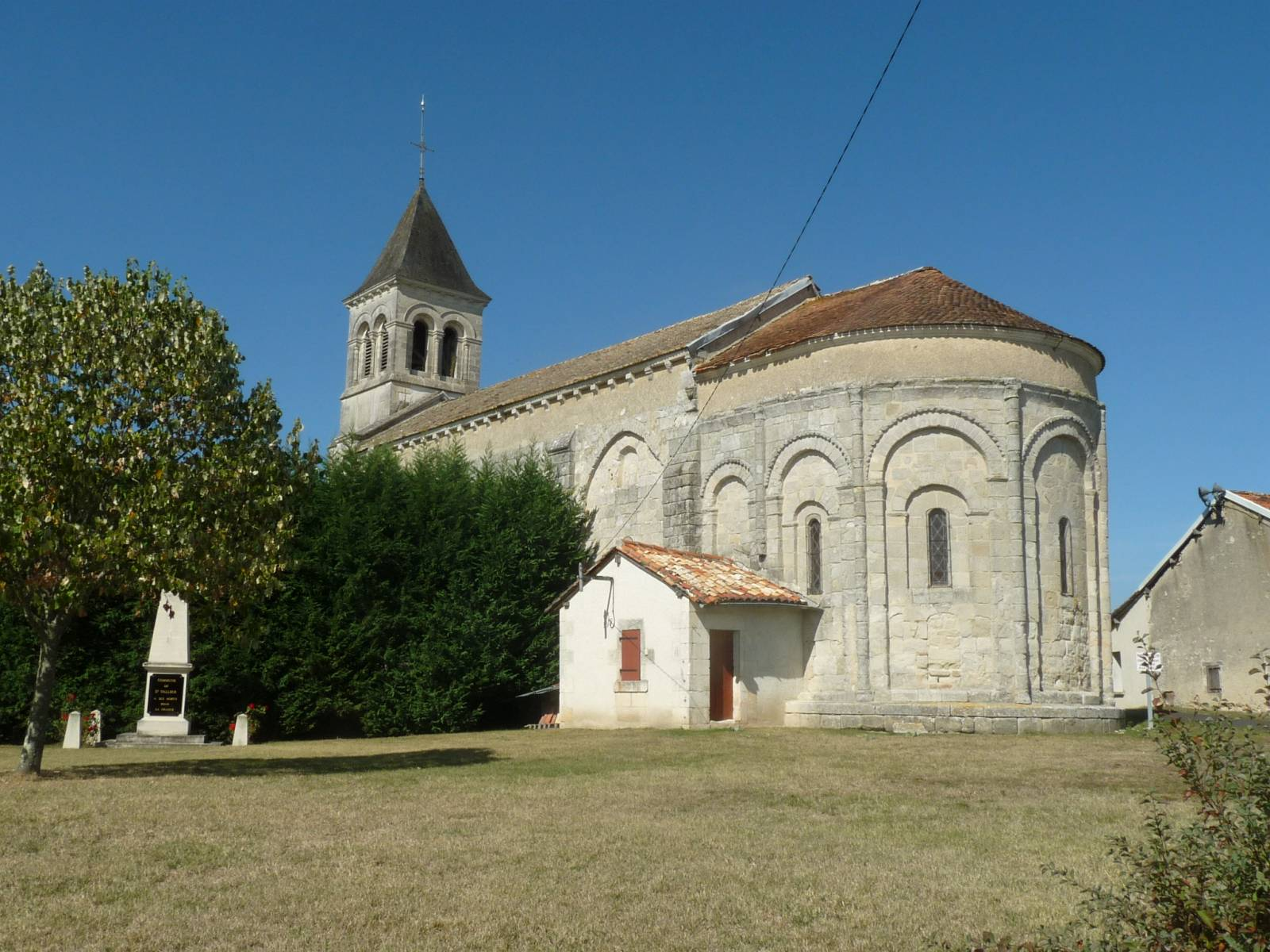
L'église de Saint-Vallier.

- L'église paroissiale Saint-Gilles de Saint-Vallier était un ancien prieuré-cure attaché au prieuré inconnu de Saint-Gilles. L'église a été construite au XIe siècle, reconstruite au XIVe siècle et restaurée aux XVIIIe et XIXe siècles, en particulier avec le remplacement du clocher[27],[28]. La nef est à absides romanes, le reste de style ogival[36].

### Patrimoine civil
- Logis de Saint-Vallier, XVIe siècle, remanié au XIXe siècle[37],[28].
- Logis XVIe siècle, autrefois Jarousseau, restauré au XIXe siècle, à la Prime[38],[28].

## Personnalités liées à la commune
- Guy Epaud (1936-), coureur cycliste professionnel de 1961 à 1967, y est né.